# Роуз Намаюнас
Роуз Намаюнас (англ. Rose Namajunas; лит. Rožė Gertrūda Namajūnaitė; (29 червня 1992 , Мілвокі, Вісконсин ), США) — американський боєць змішаних бойових мистецтв, яка виступає під егідою UFC у мінімальній ваговій категорії. Фіналістка 20-го сезону The Ultimate Fighter. Дворазова і чинна чемпіонка UFC у мінімальній ваговій категорії.

## Ранні роки
Роуз Намаюнас народилася 1992 року в сім'ї вихідців з Литви. Її батьки покинули країну відразу ж після розпаду СРСР і переїхали до США. Дитинство Роуз було дуже важким через сексуальні домагання з боку батька, який страждав шизофренією. Докучання і жорстоке поводження змінили її характер, тому з 5-річного віку вона займалася тхеквондо, а до 9-річного віку заслужила дитячий чорний пояс.
Після цього вона продовжила практикуватися в карате і бразильському джіу-джитсу, а до 16 років переключилася на кікбоксинг і мішані бойові мистецтва, де займалася в залі Дюна Руфордса.

## Біографія

### Аматорські бої
Роуз Намаюнас почала виступати в аматорських поєдинках за правилами MMA у 2010 році. Вона провела 4 бої в яких здобула 4 перемоги, причому в двох поєдинках зробила це достроково — з Мелісою Пачеко і Джен Аніано був зафіксований технічний нокаут, в інших поєдинках Намаюнас перемагала одноголосним рішенням.

### Invicta FC
Її дебют у професійних боях відбувся 5 січня 2013-му році в поєдинку проти Емілі Каган в рамках шоу Invicta FC 4: Esparza vs. Hyatt. Бій розтягнувся на три раунди, але в третьому раунді Роуз змогла провести задушливий прийом, здобувши першу перемогу в професіоналах.
Намаюнас продовжила співпрацю з промоушеном Invicta FC, провівши в його стінах ще 2 поєдинки. 5 квітня 2013 року Намаюнас здобула перемогу над Катіною Кетрон, провівши їй больовий прийом на руку вже на 12-й секунді сутички. 13 липня 2013 року Намаюнас провела бій проти Тіші Торрес у рамках турніру Invicta FC 6: Coenen vs Cyborg, де програла їй одноголосним рішенням суддів.

### UFC
28 липня 2014 року стало відомо, що Роуз Намаюнас візьме участь у новому сезоні реаліті-шоу The Ultimate Fighter, головним призом в якому крім грошей був контракт з UFC і титул першого чемпіона у новоствореному дивізіоні UFC. Роуз впевнено дійшла до фіналу 20-го сезону The Ultimate Fighter, перемігши Алекс Чемберс, Джоанн Калдервуд і в півфіналі Ранду Маркос, причому всі три суперники здалися достроково. 12 грудня 2014 року Роуз Намаюнас зустрілася у фінальному поєдинку з Карлою Еспарса і програла, пропустивши задушливий прийом в останньому раунді.
Роуз Намаюнас успішно почала свою кар'єру в UFC, хоча її дебютного бою вболівальникам довелося чекати довго. Її перший поєдинок мав відбутися в рамках турніру UFC 187 23 травня 2015 року, але її суперниця Ніна Ансарофф в останній момент знялася з турніру. Намаюнас повноцінно дебютувала в UFC 3 жовтня 2015 року в рамках турніру UFC 192, де її суперницею стала Анджела Хілл. Роуз здобула перемогу задушливим прийомом у першому раунді.
10 грудня 2015 року Роуз Намаюнас замінила травмовану Джоан Калдервуд на турнірі UFC Fight Night 80 в поєдинку проти Пейдж Ванзант. Намаюнас перемогла задушливим прийомом у п'ятому раунді.
16 квітня 2016 року Намаюнас провела реванш з Тішею Торрес у рамках турніру UFC on Fox 19, і здобула перемогу одноголосним рішенням суддів, завдавши суперниці першої поразки в професійній кар'єрі.
30 Липня 2016 року Намаюнас билася з Кароліною Ковалькевич на турнірі UFC 201, де програла роздільним рішенням суддів.
15 квітня 2017 року Роуз Намаюнас перемогла Мішель Уотерсон на турнірі UFC on Fox 24 за допомогою задушливого прийому в другому раунді.
4 листопада 2017 року Роуз Намаюнас зустрілася на турнірі UFC 217 c Йоанною Єнджейчик і вперше у своїй кар'єрі здобула перемогу технічним нокаутом у першому ж раунді, ставши новим чемпіоном світу UFC у мінімальній вазі.
Перший захист титулу Намаюнас провела 7 квітня 2018 року в матч-реванші проти Єнджейчик. У наполегливому бою, який тривав всі п'ять раундів американка виявилася сильнішою, перемігши одноголосним рішенням суддів і зберігши чемпіонський пояс.
11 травня 2019 року Намаюнас захищала свій титул на турнірі UFC 237 у Ріо проти бразилійки Джессіки Андраде і поступилася нокаутом у другому раунді, склавши чемпіонські повноваження.
Запланований на 18 квітня реванш між Намаюнас і Андраде в рамках турніру UFC 249 був скасований на період епідемії COVID-19. Роуз Намаюнас попередньо знялася з бою через втрату двох членів сім'ї. У підсумку цей бій відбувся 11 липня в Абу-Дабі в рамках турніру UFC 251. Поєдинок був досить рівним і Намаюнас змогла взяти реванш роздільним суддівським рішенням.

## Статистика боїв у змішаних єдиноборствах
| Професійна кар'єра бійця |            |           |
| Боїв 17                  | Перемог 13 | Поразок 4 |
| Нокаут                   | 2          | 1         |
| Здача                    | 8          | 1         |
| Рішення суддів           | 3          | 2         |

| Результат | Рекорд | Суперник             | Спосіб                          | Турнір                                                  | Дата           | Раунд | Час  | Місце                      | Примітки                                                                |
| --------- | ------ | -------------------- | ------------------------------- | ------------------------------------------------------- | -------------- | ----- | ---- | -------------------------- | ----------------------------------------------------------------------- |
| Перемога  | 13-4   | Чжан Вейлі           | Нокаут (хай-кік)                | UFC 261вотре                                            | 24 2021        | 1     | 1:18 | Джексонвілль, Флорида, США | Завоювала титул чемпіона UFC в жіночому мінімальній вазі. Виступ вечора |
| Перемога  | 12-4   | Джессіка Андраді     | Роздільне рішення               | UFC 251                                                 | 11 липня 2020  | 3     | 5:00 | Абу-Дабі, ОАЕ              | Найкращий бій вечора.                                                   |
| Поразка   | 11-4   | Джессіка Андраді     | Нокаут (слем)                   | UFC 237                                                 | 11 травня 2019 | 2     | 2:58 | Ріо-де-Жанейро, Бразилія   | Лишилась титулу чемпіона UFC в мінімальній вазі. Найкращий бій вечора.  |
| Перемога  | 11-3   | Й. Енджейчик         | Одностайне рішення              | UFC 223                                                 | 7 2018         | 5     | 5:00 | Нью-Йорк, США              | Заистила титулу чемпіона UFC в мінімальній вазі.                        |
| Перемога  | 10-3   | Й. Енджейчик         | Технічний нокаут (удари руками) | UFC 217 Bisping vs. St-Pierre                           | 4 2017         | 1     | 3:03 | Нью-Йорк, США              | Завоювала титул чемпіона UFC у жіночій мінімальній вазі. Виступ вечора. |
| Перемога  | 9-3    | Мішель Вотерсон      | задушливий прийом               | UFC on Fox: Johnson vs. Reis                            | 15 2017        | 2     | 2:47 | Канзас-Сіті, Міссурі, США  |                                                                         |
| Поразка   | 8-3    | Кароліна Ковалькевич | Роздільне рішення               | UFC 201                                                 | 30 2016        | 3     | 5:00 | Атланта, Джорджія, США     | Бій вечора.                                                             |
| Перемога  | 8-2    | Тіша Торрес          | Одностайне рішення              | UFC on Fox: Тейшейра — Еванс                            | 16 2016        | 3     | 5:00 | Тампа, Флорида, США        |                                                                         |
| Перемога  | 7-2    | Пейдж Ванзант        | задушливий прийом               | UFC Fight Night: Namajunas vs. VanZant                  | 10 2015        | 5     | 2:25 | Лас-Вегас, Невада, США     | Виступ вечора.                                                          |
| Перемога  | 6-2    | Анджела Гілл         | задушливий прийом               | UFC 192                                                 | 3 2015         | 1     | 2:47 | Г'юстон, Техас, США        |                                                                         |
| Поразка   | 5-2    | Карла Еспарза        | задушливий прийом               | The Ultimate Fighter: A Champion Will Be Crowned Finale | 12 2014        | 3     | 1:26 | Лас-Вегас, Невада, США     | Перший бій за титул чемпіона в жіночій мінімальному дивізіоні UFC.      |
| Перемога  | 5-1    | Ранда Маркос         | Больовий прийом (кімура)        | The Ultimate Fighter Season 20 Semifinals               | 14 2014        | 1     | 2:45 | Канзас-Сіті, Міссурі, США  |                                                                         |
| Перемога  | 4-1    | Джоанн Калдервуд     | Больовий прийом (кімура)        | The Ultimate Fighter Season 20 Quarterfinals            | 6 2014         | 2     | 2:06 | Канзас-Сіті, Міссурі, США  |                                                                         |
| Перемога  | 3-1    | Алекс Чемберс        | Удушливий прийом                | The Ultimate Fighter Season 20 Opening Round            | 28 2014        | 1     | 4:38 | Канзас-Сіті, Міссурі, США  |                                                                         |
| Поразка   | 2-1    | Тіша Торрес          | Одностайне рішення              | Invicta FC 6: Coenen vs. Cyborg                         | 13 2013        | 3     | 5:00 | Канзас-Сіті, Міссурі, США  |                                                                         |
| Перемога  | 2-0    | Катіна Катрон        | Больовий прийом (Важіль ліктя)  | Invicta FC 5: Penne vs. Waterson                        | 5 2013         | 1     | 0:12 | Канзас-Сіті, Міссурі, США  | задушливий прийом вечора.                                               |
| Перемога  | 1-0    | Емілі Кейген         | задушливий прийом               | Invicta FC 4: Esparza vs. Hyatt                         | 5 2013         | 3     | 3:44 | Канзас-Сіті, Міссурі, США  | задушливий прийом вечора.                                               |

## Статистика аматорських боїв у змішаних єдиноборствах
| Професійна кар'єра бійця |           |           |
| Боїв 4                   | Перемог 4 | Поразок 0 |
| Нокаут                   | 2         | 0         |
| Здача                    | 0         | 0         |
| Рішення суддів           | 2         | 0         |

| Перемога | 4-0 | Джен Аніано      | TKO                | KOTC — Trump Card      | 12 2012 | 1 | 0:33 |
| Перемога | 3-0 | Моріел Чарнецьки | Одностайне рішення | KOTC — March Mania     | 17 2012 | 3 | 5:00 |
| Перемога | 2-0 | Гізер Бассетт    | Одностайне рішення | KOTC — Winter Warriors | 10 2011 | 3 | 5:00 |
| Перемога | 1-0 | Мелісса Пачеко   | TKO                | NAFC — Relentless      | 7 2010  | 1 | 2:51 |

## Примітка
1. ↑  Mixed martial arts results: Season 20 – The Ultimate Fighter — Nevada Athletic Commission.
2. ↑  Bryant, Karyn (10 квітня 2017). Rose Namajunas Predicts 1st Round KO Of Michelle Waterson At UFC On FOX.  Подія сталася на 08:58. Процитовано 6 червня 2021. Архівована копія. Архів оригіналу за 27 квітня 2021. Процитовано 6 червня 2021.{{cite web}}:  Обслуговування CS1: Сторінки з текстом «archived copy» як значення параметру title (посилання)
3. ↑  Fighter Rankings — UFC ®. UFC. Архів оригіналу за 4 березня 2019. Процитовано 17 червня 2017.
4. ↑  Joanna Jedrzejczyk Uses Rose Namajunas' Mental Health Struggles For Trash Talk. BleacherReport.com. 25 жовтня 2017. Архів оригіналу за 9 травня 2021. Процитовано 5 листопада 2017.
5. ↑  Rose Namajunas: To survive is to find meaning in the suffering. MixedMartialArts.com. 10 лютого 2013. Архів оригіналу за 10 листопада 2015. Процитовано 11 червня 2013.
6. ↑  Fighter Babe Rose Namajunas Returns to the Cage on Saturday. Babes of MMA. 28 червня 2012. Архів оригіналу за 24 жовтня 2013. Процитовано 11 червня 2013.
7. ↑  Jennings, L.A. (3 червня 2014). Rose Namajunas talks TUF, Colorado, and Trying to Start a Fight with Royce Gracie. Fightland. Архів оригіналу за 29 травня 2015. Процитовано 4 серпня 2015.
8. ↑  Роуз Намаюнас | Rose Namajunas (Головорез) статистика, видео, фото, биография, бои без правил, боец MMA. fighttime.ru. Архів оригіналу за 6 червня 2021. Процитовано 9 квітня 2020.
9. ↑  Роуз Намаюнас: когда следующий бой, результат последнего боя, статистика (рекорд) поединков, таблица побед и поражений, чемпионка мира ММА (рос.). champinon.info. Архів оригіналу за 6 червня 2021. Процитовано 9 квітня 2020.
10. ↑  Роуз Намаюнас | Rose Namajunas (Головорез) статистика, видео, фото, биография, бои без правил, боец MMA (англ.). MMABoxing.ru. 15 березня 2018. Архів оригіналу за 6 червня 2021. Процитовано 9 квітня 2020.
11. ↑  Лучшие тренеры ММА рассказывают о своих самых крупных проколах (рос.). MMAOctagon. 5 вересня 2017. Архів оригіналу за 6 червня 2021. Процитовано 9 квітня 2020.
12. ↑  FightTime. Карла Эспарса и Роуз Намаюнас разыграют титул UFC в первом наилегчайшем весе (рос.). fighttime.ru. Архів оригіналу за 6 червня 2021. Процитовано 9 квітня 2020.
13. ↑  Илья Буяев (22 жовтня 2015). Бокс/MMA. Слить «бабки» в унитаз или Как сняться с турнира UFC за 2 часа до боя (рос.). news.sportbox.ru. Архів оригіналу за 6 червня 2021. Процитовано 9 квітня 2020.
14. ↑  Полные результаты UFC 192, результаты всех боев (рос.). Вольная борьба, греко-римская борьба, бокс, UFC, спортивные новости. Архів оригіналу за 6 червня 2021. Процитовано 9 квітня 2020.
15. ↑  UFC Fight Night 80. Намаджунас досрочно победила ВанЗант, Норткатт — Пфистера, Тухугов — Новера. Sports.ru. Архів оригіналу за 6 червня 2021. Процитовано 9 квітня 2020.
16. ↑  Александр Круглов. Избиение со спартанской жестокостью. Итоги месяца в ММА (рос.). www.championat.com. Архів оригіналу за 6 червня 2021. Процитовано 9 квітня 2020.
17. ↑  Рустам Набиуллин. Гипнотический Вудли, сокрушительный Крылов (рос.). www.championat.com. Архів оригіналу за 6 червня 2021. Процитовано 9 квітня 2020.
18. ↑  Намаюнас нокаутировала Енджейчик и стала чемпионом UFC (рос.). Советский спорт. Архів оригіналу за 6 червня 2021. Процитовано 9 квітня 2020.
19. ↑  Намаюнас победила Енджейчик и сохранила титул UFC в минимальном весе. Sports.ru. Архів оригіналу за 6 червня 2021. Процитовано 9 квітня 2020.
20. ↑  Андраде стала чемпионкой UFC, нокаутировав Намаюнас (видео) (рос.). Sovsport.ru. Архів оригіналу за 6 червня 2021. Процитовано 9 квітня 2020.
21. ↑  Вячеслав Моренко. Намаюнас пропустит турнир UFC 249 (рос.). www.championat.com. Архів оригіналу за 6 червня 2021. Процитовано 9 квітня 2020.
22. ↑  Вячеслав Моренко. Намаюнас взяла реванш у Андраде раздельным решением судей на UFC 251. www.championat.com (рос.). Архів оригіналу за 6 червня 2021. Процитовано 12 липня 2020.